# Eyaculación retardada
La eyaculación retardada, también conocida como ausencia de eyaculación, aneyaculación o incapacidad eyaculatoria, es una disfunción sexual incluida en la categoría de trastornos orgásmicos. En términos generales se caracteriza por la imposibilidad que experimenta el hombre para eyacular. Se considera un trastorno sexual generalmente de origen psicológico, por lo que requiere de tratamiento especializado. 
Esta patología se manifiesta en la ausencia o el retraso de eyaculación durante la penetración o ante cualquier estímulo sexual de naturaleza no onanística. El paciente no puede, pues, culminar el acto sexual. La frustración que de ello se deriva afecta directamente a la práctica del sexo. Un alto índice de hombres que sufren eyaculación retardada experimentan ciertas reticencias o miedo ante la posibilidad de mantener relaciones íntimas. En ocasiones, se consigue alcanzar un orgasmo con un esfuerzo continuado y prolongado, requiriendo más de 30 o 45 minutos para ello. Hay que tener en cuenta que la mayoría de los hombres suele eyacular entre 2 y 4 minutos después de haber iniciado la penetración a un ritmo constante. El retardo sufrido estigmatiza a quien lo sufre, así como a su pareja sexual. 
Si no existe una buena comunicación entre ambos, ésta puede considerar que la estimulación no es la adecuada, que existe falta de deseo o que  no son compatibles en el sexo. Para intentar mitigar la sensación de frustración, pueden ponerse en práctica algunas estrategias como: fingir que se ha terminado, insistir hasta perder la erección totalmente u optar por la estimulación manual. Sin embargo, ninguna de estas soluciones parece ideal. La falta de sincronización con la otra persona puede provocar su cansancio y fatiga. La lubricación del momento del clímax tiende a desaparecer a medida que se diluye el orgasmo, por lo que la insistencia en la búsqueda de la eyaculación llega a ser molesta o dolorosa.

## Diagnóstico y tratamiento
Se considera que la eyaculación retardada está íntimamente ligada a causas psicológicas, pero también puede relacionarse con motivos de orden orgánico. Un porcentaje elevado de pacientes presenta problemas hormonales subyacentes, mientras que otros muchos son víctimas de su propia obsesión por retardar la eyaculación al máximo creyendo que así aumentan el goce de su pareja. En este caso, el exceso de control sobre el proceso fisiológico desencadena la supresión del mismo. 
También puede darse que esta patología se manifiesta temporal o circunstancialmente, asociada al sexo con una determinada persona y no con el conjunto de las parejas sexuales del paciente en cuestión. La inseguridad, las elevadas expectativas creadas o la percepción errónea del sexo pueden contribuir a elevar la presión experimentada por el hombre. Pero, sobre todo, la raíz psíquica de la eyaculación retardada se halla en los hábitos adquiridos mediante la masturbación. Los patrones adquiridos en la práctica onanista coartan sus reacciones físicas ante el estímulo externo. Si el hombre está acostumbrado a realizar movimientos rápidos y decididos, probablemente sufra dificultades para alcanzar el orgasmo si los movimientos del coito responden a un ritmo más lento o pausado. 
En cuanto a las causas orgánicas, la disfunción podría estar debida por el uso y abuso de distintos tipos de sustancias psicotrópicas o fármacos agresivos (por ejemplo, los antidepresivos). Por otra parte, se han registrado determinadas enfermedades que pueden tener una incidencia negativa sobre el mecanismo que activa la eyaculación. Normalmente son de orden neurológico (tales que los accidentes cerebrales o la espina dorsal dañada). También puede deberse a un trauma severo en los nervios pélvicos, responsables de controlar los orgasmos. 
Es importante detectar el origen de la patología en cuestión, pues de él dependerá el tratamiento aplicable. En el caso de deberse a razones psicológicas, será necesario intervenir desde el punto de vista de las terapias conductales. Sin embargo, si la motivación es puramente biológica u orgánica, el paciente habrá de someterse a un tratamiento farmacológico adecuado o a una intervención quirúrgica (ante daños en la espina dorsal o los nervios pélvicos) para intentar paliar los efectos de la eyaculación retardada. 